# Махапатра, Гокуланкра
Гокуланкра Махапатра (ория ଗୋକୁଳାନନ୍ଦ ମହାପାତ୍ର, англ. Gokulananda Mahapatra; 24 мая 1922 — 10 июля 2013) — индийский учёный и писатель фантаст, популяризировавший научную литературу на языке ория.
Махапатра автор 95 научно-фантастических и детских книг. Среди его наиболее популярных работ: Krutrima Upagraha, Pritibibahare Manisha, Candrara Mrutyu, Nishabda Godhuli, Madam Curie и Nila Chakra Bala Sapare.
Махапатра был одним из основателей организации «Orissa Bigyana Prachar Samhiti», целью которой была популяризация научной фантастики в штате Орисса.

## Начало карьеры
Ґокуланкра Махапатра родился 24 мая 1922 года в округе Бхадрак (ныне штат Орисса, Индия). После окончания школы поступил в Университет Калькутты, где получил степень магистра. Впоследствии в Уткальском университете ему было присвоено звание доктора философии. Также Махапатра получил диплом бакалавра по химии в Брандейском университете (Бостон).

## Награды и признание
- 1986 — Orissa Sahitya Akademy Award за книгу E juga ra sreshtha abiskara[2]
- 2011 — Kalinga Samman[3][4][5].

## Публикации
| Научная фантастика - Pruthibi bahare manisha - Krutrima Upagraha - Chandrara Mrutyu - Nishabda Godhuli - Sunara Odisha - Mrutyu eka matrutwa ra - Nishchala pruthibi - Mrutyu rashmi | Рассказы - Udanta thalia - Chaturtha parisara - Bigyana bichitra - Bigyanara srestha abiskara - E jugara srestha abiskara |